# Sunnen Foundation
La Sunnen Foundation est une fondation à vocation humanitaire qui fut créée par Joseph Sunnen en 1953. La fondation est managée par des membres de la famille Sunnen et quelques employés.

## Description
Joe Sunnen s'établit dans une ferme de Maplewood, dans le Missouri, en 1924. Il était alors impliqué dans un grand nombre de projets à portée humanitaire, et était récompensé par de nombreuses organisations américaines pour sa contribution à hauteur de 75 000/100 000$ à l'organisation Catholics for a Free Choice, pour financer leurs publications Abortion in Good Faith. 
La fondation Sunnen, du nom de son fondateur, a aussi été particulièrement généreuse avec le YMCA, et est fortement liée à des projets qui promeuvent les droits reproductifs et les aides aux enfants, comme la Missouri Religious Coalition for Reproductive Choice.
D'autres organisations ont reçu des aides, parmi lesquelles les célèbres Missouri Botanical Garden et Planned Parenthood.